# Desa Sirnaresmi (administrativ by i Indonesien, lat -6,80, long 106,50)
Desa Sirnaresmi är en administrativ by i Indonesien.   Den ligger i provinsen Jawa Barat, i den västra delen av landet, 80 km sydväst om huvudstaden Jakarta.